# Lijst van gemeentelijke monumenten in Kaag en Braassem
De gemeente Kaag en Braassem heeft 96 gemeentelijke monumenten. Hieronder een overzicht. 

## Hoogmade
De plaats Hoogmade kent 4 gemeentelijke monumenten:
| Object    | Bouwjaar   | Architect    | Locatie       | Coördinaten                   | Nr.        | Afbeelding |
| --------- | ---------- | ------------ | ------------- | ----------------------------- | ---------- | ---------- |
| Woonhuis  | circa 1860 |              | Kerkstraat 49 | 52° 10' 6" NB, 4° 34' 54" OL  | 1884/WN001 | Woonhuis   |
| Pastorie  | 1872       | Evert Margry | Kerkstraat 57 | 52° 10' 6" NB, 4° 34' 50" OL  | 1884/WN002 | Pastorie   |
| Woonhuis  | 1860       |              | Noordeinde 8  | 52° 10' 10" NB, 4° 34' 59" OL | 1884/WN003 | Woonhuis   |
| Boerderij |            |              | Vlietkade 2   | 52° 10' 9" NB, 4° 35' 8" OL   | 1884/WN004 | Boerderij  |

## Kaag
De plaats Kaag kent 3 gemeentelijke monumenten:
| Object                  | Bouwjaar | Architect | Locatie        | Coördinaten                   | Nr.        | Afbeelding              |
| ----------------------- | -------- | --------- | -------------- | ----------------------------- | ---------- | ----------------------- |
| Woonhuis in chaletstijl | 1912     |           | Julianalaan 11 | 52° 12' 59" NB, 4° 33' 30" OL | 1884/WN005 | Woonhuis in chaletstijl |
| Boerderijcomplex        | 1914     |           | Julianalaan 13 | 52° 12' 58" NB, 4° 33' 30" OL | 1884/WN006 | Boerderijcomplex        |
| Woonhuis                | 1886     |           | Julianalaan 52 | 52° 12' 51" NB, 4° 33' 25" OL | 1884/WN007 | Woonhuis                |

## Leimuiden
De plaats Leimuiden kent 3 gemeentelijke monumenten:
| Object          | Bouwjaar   | Architect | Locatie                     | Coördinaten                   | Nr.        | Afbeelding  |
| --------------- | ---------- | --------- | --------------------------- | ----------------------------- | ---------- | ----------- |
| Woonhuis        |            |           | Bilderdam 24                | 52° 12' 45" NB, 4° 43' 28" OL | 1884/WN008 | Woonhuis    |
| Woonhuis        |            |           | Noordeinde 5                | 52° 13' 31" NB, 4° 40' 29" OL | 1884/WN009 | Woonhuis    |
| Woonhuis-school | circa 1880 |           | Willem van der Veldenweg 69 | 52° 12' 38" NB, 4° 40' 4" OL  | 1884/WN010 | Upload foto |

## Nieuwe Wetering
De plaats Nieuwe Wetering kent 10 gemeentelijke monumenten:
| Object                              | Bouwjaar   | Architect | Locatie         | Coördinaten                   | Nr.        | Afbeelding                          |
| ----------------------------------- | ---------- | --------- | --------------- | ----------------------------- | ---------- | ----------------------------------- |
| Boerderijcomplex                    |            |           | Achterweg 2     | 52° 12' 4" NB, 4° 36' 46" OL  | 1884/WN011 | Boerderijcomplex                    |
| Woonhuis met berging (bollenschuur) | circa 1925 |           | Achterweg 19    | 52° 12' 30" NB, 4° 37' 3" OL  | 1884/WN012 | Woonhuis met berging (bollenschuur) |
| Woonhuizen                          |            |           | Achterweg 35-37 | 52° 12' 43" NB, 4° 37' 9" OL  | 1884/WN013 | Upload foto                         |
| Sluis                               | 1880       |           | Noordveenweg    | 52° 12' 52" NB, 4° 37' 15" OL | 1884/WN014 | Upload foto                         |
| Boerderij                           | circa 1900 |           | Noordveenweg 4  | 52° 12' 45" NB, 4° 37' 13" OL | 1884/WN015 | Upload foto                         |
| Boerderijcomplex                    |            |           | Voorweg 1       | 52° 12' 4" NB, 4° 36' 47" OL  | 1884/WN016 | Boerderijcomplex                    |
| Woonhuis                            | circa 1895 |           | Voorweg 2       | 52° 12' 4" NB, 4° 36' 48" OL  | 1884/WN017 | Woonhuis                            |
| Stal                                |            |           | Voorweg 18-20   | 52° 12' 12" NB, 4° 36' 55" OL | 1884/WN018 | Upload foto                         |
| Boerderij                           |            |           | Voorweg 54      | 52° 12' 33" NB, 4° 37' 9" OL  | 1884/WN019 | Upload foto                         |
| Woonhuis                            |            |           | Voorweg 153     | 52° 12' 30" NB, 4° 37' 7" OL  | 1884/WN020 | Upload foto                         |

## Oud Ade
De plaats Oud Ade kent 16 gemeentelijke monumenten:
| Object                              | Bouwjaar   | Architect | Locatie           | Coördinaten                   | Nr.        | Afbeelding                  |
| ----------------------------------- | ---------- | --------- | ----------------- | ----------------------------- | ---------- | --------------------------- |
| Boerderijcomplex                    |            |           | Boekhorsterweg 19 | 52° 11' 56" NB, 4° 33' 26" OL | 1884/WN021 | Boerderijcomplex            |
| Boerderijcomplex                    | circa 1880 |           | Boekhorsterweg 21 | 52° 11' 58" NB, 4° 33' 18" OL | 1884/WN022 | Boerderijcomplex            |
| Woonhuis                            |            |           | Bospad 17         | 52° 10' 1" NB, 4° 33' 23" OL  | 1884/WN023 | Upload foto                 |
| Boerderij                           |            |           | Hofdijklaan 13    | 52° 10' 22" NB, 4° 32' 36" OL | 1884/WN024 | Upload foto                 |
| Woonhuis, voormalige school         | circa 1860 |           | Kolk 4            | 52° 11' 28" NB, 4° 34' 1" OL  | 1884/WN025 | Woonhuis, voormalige school |
| Woonhuis                            | 1908       |           | Kolk 12           | 52° 11' 28" NB, 4° 33' 58" OL | 1884/WN026 | Upload foto                 |
| Boerderijcomplex                    | circa 1890 |           | Leidseweg 2       | 52° 11' 30" NB, 4° 34' 1" OL  | 1884/WN027 | Boerderijcomplex            |
| Boerderijcomplex                    |            |           | Leidseweg 11-13   | 52° 10' 53" NB, 4° 32' 23" OL | 1884/WN028 | Upload foto                 |
| Boerderij                           | 1900-1905  |           | Leidseweg 23      | 52° 10' 34" NB, 4° 32' 25" OL | 1884/WN029 | Upload foto                 |
| Woonhuis                            | 1930       |           | Leidseweg 30      | 52° 11' 29" NB, 4° 33' 48" OL | 1884/WN030 | Upload foto                 |
| Boerderijcomplex Mijn ouders Wensch | circa 1890 |           | Leidseweg 46      | 52° 11' 17" NB, 4° 32' 39" OL | 1884/WN031 | Upload foto                 |
| Boerderij                           |            |           | Vennemeer 39      | 52° 11' 29" NB, 4° 32' 47" OL | 1884/WN032 | Upload foto                 |
| Boerderij                           | 1821       |           | Zwarteweg 4       | 52° 11' 17" NB, 4° 34' 3" OL  | 1884/WN033 | Boerderij                   |
| WC hokje                            |            |           | Zwarteweg t.o. 8  | 52° 11' 10" NB, 4° 33' 57" OL | 1884/WN034 | WC hokje                    |
| Boerderij                           |            |           | Zwarteweg 10-12   | 52° 11' 6" NB, 4° 34' 1" OL   | 1884/WN035 | Boerderij                   |
| Boerderij                           |            |           | Zwarteweg 13      | 52° 11' 7" NB, 4° 34' 4" OL   | 1884/WN036 | Boerderij                   |

## Oude Wetering
De plaats Oude Wetering kent 20 gemeentelijke monumenten:
| Object                                                       | Bouwjaar   | Architect      | Locatie         | Coördinaten                   | Nr.        | Afbeelding                                                   |
| ------------------------------------------------------------ | ---------- | -------------- | --------------- | ----------------------------- | ---------- | ------------------------------------------------------------ |
| Woonhuis                                                     |            |                | Kerkstraat 7    | 52° 12' 43" NB, 4° 38' 47" OL | 1884/WN037 | Upload foto                                                  |
| Woonhuis, voormalige pastorie met invloeden van de neogotiek | 1879       |                | Kerkstraat 10   | 52° 12' 44" NB, 4° 38' 47" OL | 1884/WN038 | Woonhuis, voormalige pastorie met invloeden van de neogotiek |
| Woonhuis, voormalig schoolhuis                               |            |                | Kerkstraat 32   | 52° 12' 49" NB, 4° 38' 45" OL | 1884/WN039 | Upload foto                                                  |
| Woonhuis                                                     |            |                | Kerkstraat 37   | 52° 12' 50" NB, 4° 38' 44" OL | 1884/WN040 | Upload foto                                                  |
| Woonhuis, voormalige consistorie                             |            |                | Kerkstraat 42   | 52° 12' 52" NB, 4° 38' 43" OL | 1884/WN041 | Upload foto                                                  |
| Gereformeerde kerk                                           | 1909       | Tjeerd Kuipers | Kerkstraat 50   | 52° 12' 54" NB, 4° 38' 41" OL | 1884/WN042 | Gereformeerde kerk                                           |
| Woonhuis                                                     |            |                | Kerkstraat 59   | 52° 12' 56" NB, 4° 38' 42" OL | 1884/WN043 | Woonhuis                                                     |
| Woonhuis                                                     |            |                | Kerkstraat 71   | 52° 12' 57" NB, 4° 38' 42" OL | 1884/WN044 | Woonhuis                                                     |
| Woonhuis-boerderij                                           |            |                | Kerkstraat 75   | 52° 12' 59" NB, 4° 38' 42" OL | 1884/WN045 | Woonhuis-boerderij                                           |
| Woonhuis, voormalig hotel Het wapen van Alkemade             | circa 1895 |                | Kerkstraat 79   | 52° 12' 60" NB, 4° 38' 41" OL | 1884/WN046 | Woonhuis, voormalig hotel Het wapen van Alkemade             |
| Notariswoning                                                | 1882       |                | Kerkstraat 91   | 52° 13' 4" NB, 4° 38' 39" OL  | 1884/WN047 | Notariswoning                                                |
| Gemaalgebouw                                                 | ca. 1920   |                | Plantage bij 78 | 52° 12' 15" NB, 4° 38' 42" OL | 1884/WN048 | Upload foto                                                  |
| Starttoren                                                   |            |                | Plantage 153    | 52° 12' 10" NB, 4° 38' 37" OL | 1884/WN049 | Upload foto                                                  |
| Woonhuis                                                     |            |                | Veerstraat 1    | 52° 12' 40" NB, 4° 38' 48" OL | 1884/WN050 | Upload foto                                                  |
| Woonhuis                                                     | circa 1890 |                | Veerstraat 1b   | 52° 12' 40" NB, 4° 38' 48" OL | 1884/WN051 | Upload foto                                                  |
| Woonhuis                                                     |            |                | Veerstraat 9    | 52° 12' 37" NB, 4° 38' 49" OL | 1884/WN052 | Upload foto                                                  |
| Woonhuis (p.a. Veerstraat 12                                 | circa 1885 |                | Veerstraat 10   | 52° 12' 37" NB, 4° 38' 49" OL | 1884/WN053 | Upload foto                                                  |
| Woonhuis                                                     | 1850-1875  |                | Veerstraat 19   | 52° 12' 36" NB, 4° 38' 50" OL | 1884/WN054 | Upload foto                                                  |
| Woonhuis                                                     |            |                | Veerstraat 20   | 52° 12' 35" NB, 4° 38' 50" OL | 1884/WN055 | Upload foto                                                  |
| Woonhuis-pottenbakkerij                                      | 1911       |                | Veerstraat 40   | 52° 12' 29" NB, 4° 38' 52" OL | 1884/WN056 | Woonhuis-pottenbakkerij                                      |

## Rijnsaterwoude
De plaats Rijnsaterwoude kent 3 gemeentelijke monumenten:
| Object                       | Bouwjaar | Architect             | Locatie            | Coördinaten                   | Nr.        | Afbeelding                   |
| ---------------------------- | -------- | --------------------- | ------------------ | ----------------------------- | ---------- | ---------------------------- |
| Schuur, voormalige maalderij |          |                       | Herenweg 128       | 52° 11' 24" NB, 4° 40' 28" OL | 1884/WN057 | Schuur, voormalige maalderij |
| Ophaalbrug                   | 1872     |                       | Visscherspad       | 52° 11' 27" NB, 4° 40' 30" OL | 1884/WN058 | Ophaalbrug                   |
| Boerderij                    | 1923     | Van der Kloot Meyburg | Woudsedijk-Noord 4 | 52° 11' 36" NB, 4° 41' 25" OL | 1884/WN059 | Meer afbeeldingen            |

## Rijpwetering
De plaats Rijpwetering kent 14 gemeentelijke monumenten:
| Object                           | Bouwjaar   | Architect      | Locatie                            | Coördinaten                   | Nr.        | Afbeelding                       |
| -------------------------------- | ---------- | -------------- | ---------------------------------- | ----------------------------- | ---------- | -------------------------------- |
| Woonhuis                         |            |                | Achterdijk 1                       | 52° 11' 37" NB, 4° 35' 1" OL  | 1884/WN060 | Upload foto                      |
| Boerderij                        |            |                | Aderpolder 2                       | 52° 12' 54" NB, 4° 35' 44" OL | 1884/WN061 | Upload foto                      |
| Boerderij en bakhuis             |            |                | Aderpolder 4                       | 52° 12' 45" NB, 4° 34' 52" OL | 1884/WN062 | Upload foto                      |
| Boerderijcomplex                 |            |                | Buurterpolder 3                    | 52° 12' 44" NB, 4° 34' 59" OL | 1884/WN063 | Upload foto                      |
| Woonhuis                         |            |                | Koppoellaan 4                      | 52° 11' 36" NB, 4° 35' 3" OL  | 1884/WN064 | Woonhuis                         |
| Woonhuis                         |            |                | Koppoellaan 21                     | 52° 11' 45" NB, 4° 35' 1" OL  | 1884/WN065 | Woonhuis                         |
| Woonhuis                         |            |                | Oud Adeselaan 2                    | 52° 11' 36" NB, 4° 35' 1" OL  | 1884/WN066 | Woonhuis                         |
| Woonhuizen                       | circa 1905 |                | Pastoor van der Plaatstraat 8-10   | 52° 11' 32" NB, 4° 35' 2" OL  | 1884/WN067 | Woonhuizen                       |
| Pastorie in Neoclassicisme stijl | 1860       | Th. Molkenboer | Pastoor van der Plaatstraat 17     | 52° 11' 32" NB, 4° 35' 5" OL  | 1884/WN068 | Pastorie in Neoclassicisme stijl |
| Boerderij, woning                |            |                | Pastoor van der Plaatstraat 28-28a | 52° 11' 26" NB, 4° 35' 4" OL  | 1884/WN069 | Boerderij, woning                |
| Woonhuis                         | circa 1870 |                | Pastoor van der Plaatstraat 31     | 52° 11' 27" NB, 4° 35' 7" OL  | 1884/WN070 | Woonhuis                         |
| Woonhuis                         |            |                | Pastoor van der Plaatstraat 117    | 52° 11' 16" NB, 4° 35' 13" OL | 1884/WN071 | Woonhuis                         |
| Boerderijcomplex Zwanenburg      | circa 1890 |                | Zuidweg 20                         | 52° 10' 50" NB, 4° 35' 35" OL | 1884/WN072 | Upload foto                      |
| Boerderijcomplex                 | circa 1890 |                | Zuidweg 53a                        | 52° 10' 59" NB, 4° 35' 29" OL | 1884/WN073 | Boerderijcomplex                 |

## Roelofarendsveen
De plaats Roelofarendsveen kent 21 gemeentelijke monumenten:
| Object                                              | Bouwjaar                 | Architect        | Locatie               | Coördinaten                   | Nr.        | Afbeelding                            |
| --------------------------------------------------- | ------------------------ | ---------------- | --------------------- | ----------------------------- | ---------- | ------------------------------------- |
| Baanvakwachtershuis                                 | 1910                     |                  | Narcisstraat 3        | 52° 12' 14" NB, 4° 37' 49" OL | 1884/WN074 | Baanvakwachtershuis                   |
| Woonhuis                                            | circa 1905               |                  | Noordeinde 6          | 52° 12' 7" NB, 4° 37' 53" OL  | 1884/WN076 | Upload foto                           |
| Woonhuis                                            |                          |                  | Noordeinde 76         | 52° 11' 57" NB, 4° 37' 48" OL | 1884/WN077 | Upload foto                           |
| Woonhuis                                            | circa 1905               |                  | Noordeinde 110        | 52° 11' 52" NB, 4° 37' 46" OL | 1884/WN078 | Upload foto                           |
| Woonhuis                                            | circa 1900               |                  | Noordeinde 164        | 52° 11' 47" NB, 4° 37' 42" OL | 1884/WN079 | Upload foto                           |
| Woonhuis-huisartsenpraktijk in Neoclassicisme stijl | circa 1890               |                  | Noordeinde 166        | 52° 11' 46" NB, 4° 37' 42" OL | 1884/WN080 | Upload foto                           |
| Woonhuis                                            |                          |                  | Noordeinde 173        | 52° 11' 46" NB, 4° 37' 44" OL | 1884/WN081 | Upload foto                           |
| Pastorie                                            | 1877                     |                  | Noordeinde 185        | 52° 11' 44" NB, 4° 37' 44" OL | 1884/WN082 | Upload foto                           |
| Heiligenbeelden tegen klokkentoren                  | 1875-1900                |                  | Noordeinde bij 187    | 52° 11' 43" NB, 4° 37' 44" OL | 1884/WN075 | Heiligenbeelden tegen klokkentoren    |
| Woonhuis                                            | circa 1905               |                  | Noordeinde 242        | 52° 11' 38" NB, 4° 37' 39" OL | 1884/WN083 | Upload foto                           |
| Woning/winkel, voormalige watertoren                | 1932                     | Hendrik Sangster | Noordhoek 7           | 52° 12' 11" NB, 4° 37' 56" OL | 1884/WN084 | Meer afbeeldingen                     |
| Verzetsmonument                                     | Onthult 6 september 1949 | Piet Killaars    | Noordhoek t.o. 7      | 52° 12' 10" NB, 4° 37' 55" OL | 1884/WN085 | Verzetsmonument                       |
| Woonhuis                                            |                          |                  | Noordkade 1           | 52° 11' 36" NB, 4° 37' 42" OL | 1884/WN086 | Upload foto                           |
| Sluis met brug                                      | 1892                     |                  | Noordkade t.o. 1      | 52° 11' 35" NB, 4° 37' 42" OL | 1884/WN087 | Sluis met brug                        |
| Tuinderswoning met bollenschuur                     |                          |                  | Noordkade 15          | 52° 11' 39" NB, 4° 37' 52" OL | 1884/WN088 | Upload foto                           |
| Pastorie                                            |                          |                  | Pastoor Onelplein 1-3 | 52° 12' 10" NB, 4° 37' 29" OL | 1884/WN089 | Upload foto                           |
| Woonhuis                                            |                          |                  | Westeinde 47          | 52° 12' 8" NB, 4° 37' 38" OL  | 1884/WN090 | Woonhuis                              |
| Woonhuis met bedrijfspand                           | 1925-1930                |                  | Westeinde 79          | 52° 12' 5" NB, 4° 37' 17" OL  | 1884/WN091 | Woonhuis met bedrijfspand             |
| Hotel, voormalige burgemeesterswoning               |                          |                  | Westeinde 81          | 52° 12' 5" NB, 4° 37' 16" OL  | 1884/WN092 | Hotel, voormalige burgemeesterswoning |
| Woonhuis                                            |                          |                  | Witte Singel 5-6      | 52° 11' 35" NB, 4° 37' 42" OL | 1884/WN093 | Upload foto                           |
| Bollenschuur                                        | circa 1900               |                  | Zuideinde bij 105     | 52° 11' 13" NB, 4° 37' 47" OL | 1884/WN094 | Upload foto                           |

## Woubrugge
De plaats Woubrugge kent 2 gemeentelijke monumenten:
| Object           | Bouwjaar | Architect | Locatie          | Coördinaten                  | Nr.        | Afbeelding       |
| ---------------- | -------- | --------- | ---------------- | ---------------------------- | ---------- | ---------------- |
| Woonhuis         |          |           | Kerkstraat 14    | 52° 10' 1" NB, 4° 38' 13" OL | 1884/WN095 | Woonhuis         |
| Gevangeniscellen |          |           | Raadhuisstraat 2 | 52° 10' 3" NB, 4° 38' 21" OL | 1884/WN096 | Gevangeniscellen |